# Westerloh (Haselünne)

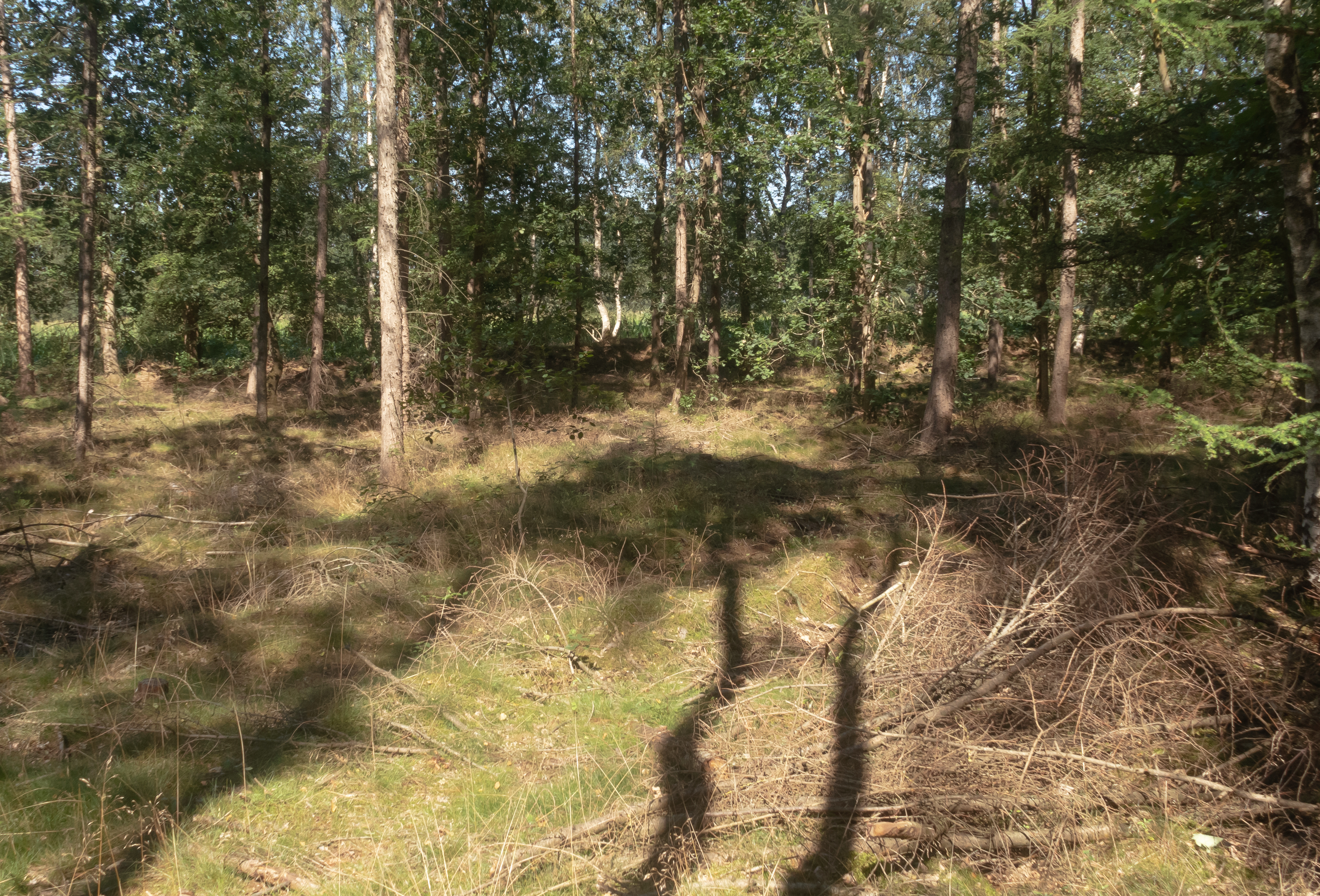
Wald zwischen Westerloh und Klein Berssen

Westerloh liegt 7 Kilometer nördlich der Stadt Haselünne und gehört seit 1974 zu dieser. Die Bäche Riehe und Radde grenzen Westerloh zu Klein Berßen und Hülsen ab.

## Geschichte
Das Umland ist durch zahlreiche megalithische Relikte der Trichterbecherkultur die Ganggräber mit der Sprockhoff Nr. 863 Großsteingrab von Herthum und 864 Großsteingrab Westerloh I gekennzeichnet. Zum ersten Mal tauchte Westerloh 1150 in Urkunden auf.
Am 1. März 1974 wurde Westerloh in die Stadt Haselünne eingegliedert.

### Namensherkunft
Die ersten Siedler setzten sich am westlichen Rand des Waldes zwischen dem heutigen Westerloh und Lähden nieder. Das altertümliche Wort „Loh“ beschreibt eine Waldfläche oder große, oft von Menschen errichtete Lichtungen. Daher der Name „Westerloh“.